# مطار كيكيهار سانجيازي
مطار تشيتشيهار سانجيازي (بالإنجليزية: Qiqihar Sanjiazi Airport)‏ و(بالصينية: 齐齐哈尔三家子机场) (إياتا: NDG، إيكاو: ZYQQ) مطار عسكري/عام يقع بمدينة كيكيهار في هيلونغجيانغ في الصين. يبلغ طول المدرج 2600 م ويرتفع عن سطح البحر 145 م.

## شركات الطيران والوجهات
| شركـات طيـران          | الوجهات                                                                                                 |
| ---------------------- | --- |
| طيران الصين            | مطار بكين العاصمة الدولي، مطار بكين داشينغ الدولي                                                       |
| خطوط شرق الصين الجوية  | مطار داليان تشوشويزي الدولي، مطار جينان الدولي، مطار غينغادو جياودونغ الدولي، مطار شانغهاي بودنغ الدولي |
| طيران الصين اكسبرس     | مطار تيانجين الدولي                                                                                     |
| خطوط جنوب الصين الجوية | مطار قوانغتشو باييون الدولي، مطار شنيانغ تاوكسيان الدولي                                                |
| China United Airlines  | مطار بكين داشينغ الدولي، مطار داليان تشوشويزي الدولي، مطار ونزهو يونجقيانج الدولي                       |
| خطوط شاندونغ الجوية    | مطار يانتاي بينجلاي الدولي                                                                              |
| أورومتشي للطيران       | مطار جينان الدولي، مطار أورومتشي الدولي                                                                 |

| خريطة الوجهات |
| --- |
| Qiqihar مطار بكين العاصمة الدولي مطار غينغادو جياودونغ الدولي مطار شانغهاي بودنغ الدولي مطار داليان تشوشويزي الدولي مطار قوانغتشو باييون الدولي مطار جينان الدولي مطار بكين داشينغ الدولي مطار شنيانغ تاوكسيان الدولي مطار يانتاي بينجلاي الدولي مطار ونزهو يونجقيانج الدولي مطار تيانجين الدولي مطار أورومتشي الدولي Destinations from Qiqihar Sanjiazi Airport · |

## وصلات خارجية
- http://www.flightstats.com/go/Airport/airportDetails.do?airportCode=NDG